# Magertjärnen, Norrbotten
Magertjärnen är en sjö i Piteå kommun i Norrbotten och ingår i Åbyälvens huvudavrinningsområde.